# ماركو تمبست
ماركو تمبست (بالإنجليزية: Marco Tempest)‏ ساحر اميركي مقره نيويورك مشهور ببرنامج (The Virtual Magician) وهو من مواليد 3 ديسمبر 1977 في زيوريخ، سويسرا.